# Кудрино (Никольский район)
Кудрино — деревня в Никольском районе Вологодской области.
Входит в состав Байдаровского сельского поселения, с точки зрения административно-территориального деления — в Байдаровский сельсовет.
Расстояние по автодороге до районного центра Никольска — 30 км, до центра муниципального образования Байдарово — 10 км. Ближайшие населённые пункты — Кузнецово, Гужово, Филиппово.

## Палеонтология
Кудрино — место обнаружения окаменелостей темноспондильных амфибий раннего триасового периода. Образцы Benthosuchus sushkini и Tupilakosaurus sp. найдены в нижнеоленёкском подъярусе.

## Население
По переписи 2002 года население — 62 человека (27 мужчин, 35 женщин). Преобладающая национальность — русские (98 %).